# Kirsten Belin
Kirsten Belin (ur. 2 maja 1981 w Borlänge) – szwedzka lekkoatletka specjalizująca się w skoku o tyczce.

## Osiągnięcia
- 7. miejsce podczas halowych mistrzostw Europy (Wiedeń 2002)
- 9. lokata na mistrzostwach Europy (Monachium 2002)
- reprezentantka Szwecji w zawodach Pucharu Europy
- wielokrotna mistrzyni i rekordzistka kraju

## Rekordy życiowe
- skok o tyczce (stadion) – 4,51 (2002) były rekord Szwecji
- skok o tyczce (hala) – 4,40 (2006) były rekord Szwecji